# Cicurina marmorea
Cicurina marmorea là một loài nhện trong họ Dictynidae.
Loài này thuộc chi Cicurina. Cicurina marmorea được Willis J. Gertsch miêu tả năm 1992.